# 作江伊之助
作江 伊之助（さくえ いのすけ、1910年〈明治43年〉10月17日 - 1932年〈昭和7年〉2月22日）は、大日本帝国陸軍の軍人で爆弾三勇士の一人。最終階級は工兵伍長。勲八等功六級。長崎県北松浦郡平戸村大字平戸田助浦183番地（現・平戸市田助町）出身。

## 来歴・人物
家族は父・音次郎と、兄が大工をしながら生計をたてていた。運送業に従事していたが、間もなく徴兵され、久留米独立工兵第十八大隊に配属される。1932年（昭和7年）1月18日、第1次上海事変が勃発。2月2日、独立工兵第十八大隊は上海派遣混成第二十四旅団（下元熊弥少将）の工兵部隊に抽出され、5日、佐世保港を出発。7日上海に上陸、ただちに第九師団植田謙吉中将の隷下となった。以降進撃を続け、20日午後、旅団は国府軍との戦闘の最前線である廟行鎮に到着した。21日午前8時30分、植田中将は下元少将をして翌22日午前5時30分を期し廟行鎮を制圧せよとの命令を下した。だが、十九路軍はそこに幅4.5m、深さ2mの外壕と深さ4mの鉄条網を作り、その後方14.5mには左右から日本軍に十字砲火を浴びせかけるために側壕を設け、そこに六基の重機関銃を据え付けていた。歩兵の銃剣突撃ならば歯がたたない。
そこで下元少将は工兵第二中隊に対し、歩兵碇大隊を援護し鉄条網の破壊を命じた。中隊長の松下環大尉(陸士32期)は、竹と藁の筒に爆弾を詰め込んだ即席の破壊筒を作成し、第一破壊隊、第二破壊隊の二小隊からなる総勢36名の攻撃隊を編成。第二破壊隊小隊長・東島時松少尉(少候10期)はさらに2分隊に分け、第一班は三組、予備の第二班は二組に分けた。そこで破壊筒を5本用意し、麦家宅の家陰内にてシミュレーションを行わせた。午後6時、金馮宅西端にて休憩。
翌午前3時、小隊は歩兵第三中隊と合流し、敵前50メートルの地点に陣地を構築した。第一班班長馬田豊喜軍曹は携行している発煙筒を以て敵の視界を遮り、その間に第一斑を突撃させた。だが、鉄条網まであと14.5mというところで運悪く、南からの風で煙幕が晴れた。敵はすかさず機関銃を浴びせ、馬田班長と破壊隊第二組の小佐々吉郎一等兵を除く全員が戦死した。
第二班班長の内田徳次伍長は二組の破壊隊に突撃を命じた。作江は第一組の最後列となり、江下武二、北川丞とともに敵陣へと突撃した。その途中、先頭の北川が撃たれ負傷。諦めて引き返そうとしたが、それを見た内田伍長に怒鳴りつけられたためそのまま突撃。鉄条網の下に飛び込み破壊筒をその下に差し込んだが、脱出する暇もなく破壊筒は爆発。江下、北川は即死。作江は爆風で左脚を吹き飛ばされ、駆け寄った内田伍長にしばらくうわごとを呟いていたが、間もなく死亡した。続いて第二組も成功、怯んだすきに馬田軍曹が戦死した兵士から抜き取った手榴弾を機関銃座に向かって投擲し、そのまま突撃。こうして3条の突撃路が開かれ、間もなく歩兵もなだれ込み、敵陣は陥落した。

## 史跡
- 『忠烈作江伊之助君の碑』（昭和10年5月7日建立・陸軍大将植田謹書）
- 大谷本廟